# Лазо Пајчин
Лазо Пајчин Жељо (Губин, код Ливна, 9. новембар 1972 — Београд, 12. април 2022) био је српски текстописац, пјевач и композитор. Био је један од најзначајнијих текстописаца крајишке народне музике.

## Биографија
Лазо Пајчин Жељо (Жељко, Лазар) рођен је 9. новембра 1972. године у селу Губину код Ливна. Прву пјесму написао је као ученик шестог разреда основне школе. Почетак грађанског рата у Југославији затекао га је као војника ЈНА у касарни Лора у Сплиту, из које се једва извукао. Након изласка, прикључио се Војсци Републике Српске, у којој је провео цијели рат.
Након рата приступа крајишким музичким саставима, за које пише, компонује и пјева. Прве стихове написао је за Бају Малог Книнџу, који му је наручио 100 пјесама, а Лазо их је написао за неколико дана. Прва значајнија група са којом је наступао била је книнска група Звуци Тромеђе (од 1998. до 2003. године). Након тога наступа за гламочку групу Прелџије.
Писао је и компоновао пјесме за састав Жаре и Гоци, а потом и за састав Гоци и Лазо, у којем је наступао скупа са пјевачем Гораном Гоцијем Ристићем. Лазо Пајчин је написао и компоновао више од три хиљаде пјесама.
Представља једног од најзначајнијих текстописца крајишке народне музике.
Преминуо је 12. априла 2022. године, после дуге и тешке болести. Сахрањен је у порти Цркве Успења Пресвете Богородице у родном селу Губину.

## Приватни живот
Био је брат од стрица Ксенији Пајчин и Баји Малом Книнџи. Са супругом Ранком имао је синове Луку и Александра Алексу. Био је члан Удружења Срба повратника „Огњиште” из Ливна.